# Tristan in Izolda (opera)
Tristan in Izolda je opera Richarda Wagnerja.
Keltsko legendo o Tristanu in Izoldi so prvič zapisali v 12. stoletju, v obdobju razcveta trubadurske ljubezenske poezije in viteških epov. Richard Wagner je tragično zgodbo o uničujoči strasti med junakom in ženo njegovega fevdalnega gospoda spoznal po staronemškem zapisu Gottfrieda iz Strassburga. V zgodbi je prepoznal svoje ljubezensko razmerje z Mathildo Wesendonck in leta 1854 je začel pisati opero Tristan in Izolda. Delo je bilo dokončano leta 1859, do prve izvedbe pa je prišlo v Münchnu leta 1865. Do tedaj si je skladatelj že našel drugo srčno damo, Lizstovo hčer Cosimo, ženo svojega prijatelja, dirigenta Hansa von Bülowa. 
Preludij k operi skupaj z glasbo Izoldine ljubezenske smrti brez sopranskega parta je Wagner sam prvič izvedel že leta 1860 v Parizu, ko je s koncerti svoje glasbe pripravljal teren za morebitne tamkajšnje uprizoritve svojih oper. Wagner je bil vsestransko nadarjen in njegova umetniška moč se ni omejevala le na glasbo. Imel se je za pesnika in glasbenika. Sam je pisal besedila za svoje opere in njegovi teksti imajo veliko literarno vrednost, npr. pesem Mild und leise, ki je besedilo Izoldine ljubezenske smrti. Wagner je svoje ustvarjanje utemeljeval s podrobno izdelanim filozofskim sistemom. Domnevajo, da je znamenita razprava Rojstvo tragedije iz duha glasbe izpod peresa njegovega prijatelja in kasnejšega srditega nasprotnika, filozofa Friedricha Nietzscheja, pravzaprav filozofska obdelava Wagnerjevih pogledov na glasbo. V letih, ko ustvarjal Tristana in Izoldo, je bil skladatelj pod vtisom filozofije Arthurja Schopenhauerja. Schopenhauer je v svojem življenjskem delu Svet kot volja in predstava med drugim izoblikoval tudi metafiziko samozadostne, abstraktne glasbe, ki nam prav zaradi svoje nevezanosti na pojavni svet omogoča intuitivni in čustveni vpogled v skrito notranje bistvo sveta. 
Glasbeni koncept Tristana in Izolde se sklada s Schopenhauerjevo filozofijo in se razlikuje od koncepta ostalih Wagnerjevih del. Skladatelj je osebe svojih junaških oper opisoval s karakterističnimi temami oz. vodilnimi motivi. V Tristanu pa vsak motiv predstavlja svoje čustvo: melodične linije simbolizirajo ljubezen, hrepenenje, čast, odpoved. Preludij k operi Tristan in Izolda zaznamuje enega od prelomnih trenutkov evropske glasbe. Skladba se začne s t. i. Tristanovim akordom, zapleteno in disonantno harmonijo, ki ne najde tonalnega središča. Daje vtis, da brez dokončne razrešitve lebdi v zvočnem prostoru. S tem, da je (enkrat samkrat) opustil tonalno središče, je Wagner svojim naslednikom odprl nepregledno svobodo izbire melodičnih in harmonskih kombinacij, ki jih tonalna glasba ni dovoljevala. Sklepni prizor opere, Izoldina ljubezenska smrt, je že ob svojem času vzbudil vrsto filozofskih interpretacij. Vsekakor je mož, ki je na vprašanje »Kaj je glasba?«, odgovoril s kratko, nedoumljivo definicijo: »Glasba je ženska.«, z Izoldino ljubezensko smrtjo postavil pretresljiv spomenik romantični ljubezni.